# Ivan Alexandrovič Kočurov
Svatý Ivan (Ioann) Alexandrovič Kočurov (též svatý Ioann Chicagský, 13. červencejul./ 25. července 1871greg., Bigildino – 31. říjnajul./ 13. listopadu 1917greg., Carskoje Selo) byl protojerej ruské pravoslavné církve a protomučedník.

## Život

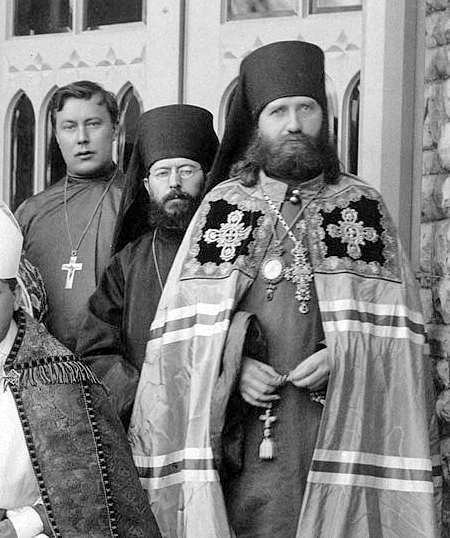
Tři svatí: zleva Jan, archimandrita Sevastijan, biskup Tichon, všichni tři později svatořečení

Narodil se 13. června 1871 ve vesnici Bigildino (Бигильдино) v rodině dědičného kněze Alexandra Vasiljeviče Kočurova a jeho manželky Alexandry Nikolajevny Perechval'ské.
Studoval na Dankovské duchovní škole. Roku 1891 ukončil Rjazaňský duchovní seminář a poté nastoupil na Petrohradskou duchovní akademii, kterou dokončil roku 1895. Stejného roku se 26. července oženil s dcerou diakona Alexandrou Vasiljevnou Černyšjovou.
Společně se svým spolužákem a přítelem Alexandrem Chotovickým přijal nabídku přiřazení do aleutské a aljašské eparchie. Dne 10. července 1895 byl jmenován představeným vladimírského chrámu v Chicagu. Dne 27. srpna byl arcibiskupem Nikolajem (Ziorovem) vysvěcen na jereje.
Vladimírský chrám ve kterém sloužil se nacházel v malém dřevěném domě. Otec Ivan vznesl návrh na vybudování nového chrámu a tento projekt byl schválen v květnu 1899 biskupem Tichonem (Běllavinem). Chrám byl zasvěcen Nejsvětější Trojici.
Roku 1904 byl jmenován předsedou cenzurního výboru aleutské a severoamerické eparchie. Dne 6. května 1901 mu bylo uděleno právo nosit kamilávku (kněžský klobouk).
Dne 27. srpna 1905 mu byl udělen zlatý náprsní kříž a 6. května 1906 byl povýšen na protojereje a byl jmenován děkanem farností newyorské čtvrti východních států Spojených států. Dne 20. května 1907 požádal o navrácení se do Ruska. Jeho žádost byla přijata a on se v srpnu vrátil do své rodné země a začal sloužit v preobraženském chrámu v Narvě (1907-1916). Od roku 1909 do roku 1916 sloužil v chrámu Ikony Matky Boží Kazaňské. Mezitím působil jako profesor gymnázií v Narvě.
V listopadu 1916 byl jmenován jerejem v chrámu sv. Kateřiny v Carském Selu.
Na konci roku 1917 se Selo stalo místem střetu mezi bolševickou rudou gardou a kozáckými jednotkami. Dne 30. října 1917 se zúčastnil modlitebního procesí za uklidnění bojů a ve svém kázání vyzval lidi k míru. O den později vstoupily bolševické oddíly do Sela. Otec Ivan začal protestovat proti uvěznění pravoslavných kněží, což se mu stalo osudné. Byl sražen k zemi, zmlácen a nakonec zastřelen. Poté jej vláčeli za vlasy po zemi a tělo bylo přeneseno do nemocnice. Pohřeb se konal v chrámu sv. Kateřiny dne 4. listopadu 1917. Byl pohřben v kapli chrámu která roku 1939 vyhořela. Stal se prvním knězem, zabitým během říjnové revoluce. 
Dne 1. listopadu 1981 jej Ruská pravoslavná církev v zahraničí svatořečila a byl zařazen mezi Sbor všech novomučedníků a vyznavačů ruských. Dne 4. prosince 1994 jej svatořečila Ruská pravoslavná církev. Roku 2006 byly v chrámu objeveny fragmenty kosti, které jsou považovány za ostatky otce Ivana. Ostatky byly roku 2008 přeneseny do chrámu sv. Sofie v Puškinu a od roku 2013 jsou zpět v kateřinském chrámu.
Jeho svátek je připomínán 31. října.